# Vågåmo
Vågåmo è un villaggio della Norvegia, situato nella municipalità di Vågå, nella contea di Innlandet.